# 赛口镇
赛口镇，是中华人民共和国安徽省安庆市望江县下辖的一个乡镇级行政单位。

## 行政区划
赛口镇下辖以下地区：
赛口社区、金堤社区、红旗村、永镇村、兴龙村、汪洋村、南畈村、万全村、九华村、津潭村、大河村和焦赛湖渔场。